# Szaúd-arábiai labdarúgó-szövetség
A Szaúd-arábiai labdarúgó-szövetség (arabul: الاتحاد السعودي لكرة القد, magyaros átírásban: Ittihád asz-Szaúdijja li-Kurat al-Kadam) Szaúd-Arábia nemzeti labdarúgó-szövetsége.

## Történelme
1959-ben alapították, ettől kezdve tagja a Nemzetközi Labdarúgó-szövetségnek (FIFA) és az Ázsiai Labdarúgó-szövetségnek (AFC). Fő feladata a nemzetközi kapcsolatokon kívül a szaúd-arábiai labdarúgó-válogatott férfi és női ágának, a korosztályos válogatottaknak, illetve a nemzeti bajnokságoknak a szervezése, irányítása. A működést biztosító bizottságai közül a Játékvezető-bizottság (JB) felelős a játékvezetők utánpótlásáért, elméleti (teszt) és fizikai (Cooper) képzéséért.